# Jinseo-myeon, Paju
Jinseo-myeon (koreanska: 진서면) är en socken i kommunen Paju i provinsen Gyeonggi i den nordvästra delen av Sydkorea, 50 km norr om huvudstaden Seoul.
Jinseo-myeon ligger i Koreas demilitariserade zon och är obebott. Här ligger det gemensamma säkerhetsområdet och Panmunjom, där vapenstilleståndet mellan Nordkorea och Sydkorea skrev under 1953.